# Биян
Бия́н (кит. упр. 泌阳, пиньинь Bìyáng, буквально: «с янской стороны от реки Бишуй») — уезд городского округа Чжумадянь провинции Хэнань (КНР).

## История
В 688 году до н. э. в горах Байюньшань на территории современного уезда Биян была возведена линия укреплений вдоль северной границы царства Чу, называемая «Чуской Великой стеной». В 301 году до н. э. царство Чу было уничтожено объединёнными усилиями царств Цинь, Ци, Хань и Вэй, и земли современного уезда Биян отошли царству Вэй.
При империи Хань в 202 году до н. э. на этих землях были образованы уезды Биян (比阳县) и Уинь (舞阴县). В эпоху Южных и Северных династий они стали ареной многочисленных битв и не раз переходили из рук в руки. При империи Суй в 607 году уезд Уинь был переименован в Сяньган (显冈县). При империи Тан в 627 году уезд Сяньган был присоединён к уезду Биян. При империи Поздняя Чжоу в 956 году к уезду Биян был присоединён уезд Цыцю (慈丘县). После монгольского завоевания уезд был в 1266 году понижен в статусе до посёлка Биян (毗阳镇), напрямую подчинённого области Танчжоу (唐州).
При империи Мин на основе посёлка в 1381 году вновь был создан уезд Биян, подчинённый Наньянской управе, однако теперь он стал писаться как 泌阳县.
В 1949 году был создан Специальный район Наньян (南阳专区), и уезд вошёл в его состав. В 1965 году из Специального района Синьян был выделен Специальный район Чжумадянь (驻马店专区), и уезд был передан в его состав. В 1969 году Специальный район Чжумадянь был переименован в Округ Чжумадянь (驻马店地区).
Постановлением Госсовета КНР от 8 июня 2000 года были расформированы округ Чжумадянь и городской уезд Чжумадянь, и образован городской округ Чжумадянь.

## Административное деление
Уезд делится на 3 уличных комитета, 5 посёлков и 14 волостей.